# هايلي برايس
هايلي برايس (بالإنجليزية: Hayley Price)‏ هي لاعبة جمباز فني بريطانية، ولدت في 13 أبريل 1966.

## وصلات خارجية
- هايلي برايس على موقع أوليمبيديا (الإنجليزية)